# گلوکونات سدیم
گلوکونات سدیم (به انگلیسی: Sodium gluconate) یک ترکیب شیمیایی با شناسه پاب‌کم ۸۴۶۸۷ است.